# アウト・オブ・オーダー
『アウト・オブ・オーダー』(Out of Order)は、ロッド・スチュワートが1988年に発表したアルバム。スタジオ・アルバムとしては15作目。

## 解説
アンディ・テイラー（元デュラン・デュラン）とバーナード・エドワーズ（元シック）が、プロデュースと演奏で参加。「トライ・ア・リトル・テンダネス」は、オーティス・レディングの歌唱で知られる楽曲のカヴァー。
LPは10曲入りで発売されたが、同時期に発売されたCDは「オールモスト・イリーガル」を追加した11曲入りとなっている。
本作からは「ロスト・イン・ユー」（全英21位・全米12位）、「フォーエヴァー・ヤング」（全英57位・全米12位）、「キャント・テル・ミー・ノー」（全英49位・全米4位）、「クレイジー・アバウト・ハー」（全米11位）がシングル・ヒットした。「フォーエヴァー・ヤング」は、1989年公開のアメリカ映画『ワン・モア・タイム』（原題：Chances Are）のサウンドトラックで使用された。

## 収録曲
特記なき楽曲はロッド・スチュワートとアンディ・テイラーの共作。
1. ロスト・イン・ユー - Lost in You - 4:57
2. ワイルド・ホース - The Wild Horse - 4:57
3. リーサル・ドーズ・オブ・ラヴ - Lethal Dose of Love - 4:38
4. フォーエヴァー・ヤング - Forever Young (Rod Stewart, Jim Cregan, Kevin Savigar) - 4:03
5. キャント・テル・ミー・ノー - My Heart Can't Tell Me No (Simon Climie, Dennis Morgan) - 5:11
6. ダイナマイト - Dynamite (R. Stewart) - 4:16
7. ダウン・アンド・アウト - Nobody Knows You When You're Down and Out (Jimmie Cox) - 3:50
8. クレイジー・アバウト・ハー - Crazy About Her (R. Stewart, J. Cregan, Duane Hitchings) - 4:53
9. トライ・ア・リトル・テンダネス - Try a Little Tenderness (Harry Woods, Jimmy Campbell, Reg Connelly) - 4:27
10. ホエン・アイ・ウォズ・ユア・マン - When I Was Your Man (R. Stewart, K. Savigar) - 5:12
11. オールモスト・イリーガル - Almost Illegal - 4:27

## レコーディング・メンバー
- ロッド・スチュワート - ボーカル
- アンディ・テイラー - ギター(on 1. 2. 3. 4. 5. 6. 11.)
- マイケル・ランドウ - ギター(on 1. 2. 4. 6. 7. 8. 9. 10.)
- ジム・クリーガン - アコースティック・ギター(on 4. 5.)、エレクトリックギター(on 5. 7. 8.)
- エディ・マルチネス - ギター(on 9.)
- ビリー・ペイン - ピアノ(on 2. 6.)
- ウィリアム・スミス - オルガン(on 2.)
- ケヴィン・サヴィガー - キーボード(on 3. 4. 5. 7. 8. 9. 10.)
- デュアン・ヒッチングス - キーボード(on 8.)
- ボブ・グラウブ - ベース(on 1. 5. 11.)
- バーナード・エドワーズ - ベース(on 2. 3. 4. 6. 7. 8. 9. 10.)
- トニー・トンプソン - ドラムス(on 1. 2. 6. 9. 10.)
- トニー・ブロック - ドラムス(on 3. 4. 5. 11.)、プログラミング(on 7. 8.)
- ボビー・ホール - パーカッション(on 8.)
- デヴィッド・リンドレー - マンドリン(on 1. 2.)、スライド・ギター(on 7.)、フィドル(on 11.)
- レニー・ピケット - サックス(on 3. 7.)
- ジミー・ロバーツ - サックス(on 6. 8. 9. 10.)
- デヴィッド・ウッドフォード - サックス(on 6. 8. 10.)
- アール・ガードナー - ホーン(on 3. 7.)
- K.E. - バッキング・ボーカル(on 1.)
- リン・コリンズ - バッキング・ボーカル(on 2.)
- リタ・ジョンソン - バッキング・ボーカル(on 2.)
- ロバート・シーン - バッキング・ボーカル(on 2.)
- ブルース・ミラー - ストリングス・アレンジ(on 1. 5. 9. 10.)、ブラス・アレンジ(on 9.)